# 北宇和郡

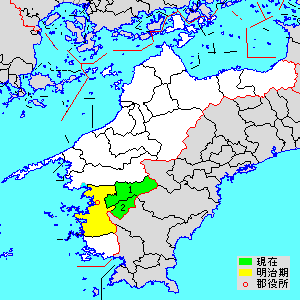
愛媛県北宇和郡の範囲（1.鬼北町 2.松野町 水色：後に他郡から編入した区域）

現在の北宇和郡 ■:市 / ■:町
拡大表示（SVGファイル対応ブラウザのみ）

北宇和郡（きたうわぐん）は、愛媛県の郡。
人口12,108人、面積340.33km²、人口密度35.6人/km²。（2025年3月1日、推計人口）
以下の2町を含む。
- 松野町（まつのちょう）
- 鬼北町（きほくちょう）

## 郡域
1878年（明治11年）に行政区画として発足した当時の郡域は、上記2町に宇和島市の大部分（吉田町深浦・吉田町法花津・吉田町白浦および吉田町河内の一部を除く）を加えた区域にあたる。

## 歴史

### 郡発足までの沿革
- 「旧高旧領取調帳」に記載されている明治初年時点での伊予国宇和郡のうち後の本郡域の支配は以下の通り。（2町97村17浦）

| 知行 | 知行         | 村数         | 村名 |
| ---- | ------------ | ------------ | --- |
| 藩領 | 伊予宇和島藩 | 1町 40村 9浦 | 宇和島、高田村、岩松村、増穂村（現・宇和島市津島町増穂）、岩淵村、山財村、上畑地村、御内村、下畑地村、下灘浦、近家浦、祝森村、保田村、寄松村、宮下村、川内村、丸穂村、藤江浦、下村、中間村（現・宇和島市伊吹町）、柿原村、光満村、高串村、大浦、奥浦、九島浦、三浦、遊子浦、戸島浦、日振浦、北川村、奈良村、中之川村、芝村、永野市村、近永村、豊岡村、富岡村、上家地村、松丸村、延野々村、小西野々村、広見村、下大野村、大宿村、生田村、清水村、西野々村、畔屋村、槙川村 |
| 藩領 | 伊予吉田藩   | 1町 57村 8浦 | 吉田町、立間村、沖村、河内村、深泥浦、立間尻浦、鶴間浦、浅川浦、南君浦、下波浦、蔣淵浦、北灘浦、是房村、能寿寺村、曽根村、務田村、迫目村、土居中村、増田村、吉波村、是延村、仲村、内深田村、出目村、目黒村、吉野村、蕨生村、奥野川村、興野々村、岩谷村、上川原淵村、小倉村、則村、大藤村、成家村、黒井地村、戸雁村、宮野下村、元宗村、末盛村、小沢川村、中野中村、波岡村、川之内村、田川村、金銅村、古藤田村、土居垣内村、大内村、兼近村、沢松村、清延村、国遠村、成藤村、中間村（現・宇和島市三間町三間中間）、黒川村、音地村、小松村、久保村、延川村、川上村、上大野村、父野川村、下鍵山村、日向谷村、上鍵山村 |

- 明治初年
  - 仲村が分割して東仲村・西仲村となる。（2町98村17浦）
  - 末盛村が改称して増穂村（現・宇和島市三間町北増穂）となる。
- 明治4年
  - 7月14日（1871年8月29日） - 廃藩置県により宇和島県、吉田県の管轄となる。
  - 11月15日（1871年12月26日） - 第1次府県統合により、全域が宇和島県の管轄となる。
- 明治5年6月23日（1872年7月28日） - 神山県の管轄となる。
- 明治6年（1873年）2月20日 - 愛媛県の管轄となる。

### 郡発足以降の沿革
- 明治11年（1878年）
  - 12月16日 - 郡区町村編制法の愛媛県での施行により、宇和郡のうち宇和島ほか2町98村17浦の区域に北宇和郡が発足。郡役所が宇和島に設置。
  - 上川原淵村が改称して上川村となる。
- 明治14年（1881年） - 郡役所が「南宇和北宇和郡役所」となり、南宇和郡とともに管轄。
- 明治16年（1883年） - 中間村（現・宇和島市三間町三間中間）が改称して三間中間村となる。

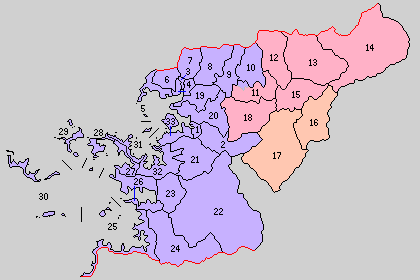
1.宇和島町 2.丸穂村 3.吉田町 4.立間尻村 5.奥南村 6.喜佐方村 7.立間村 8.成妙村 9.三間村 10.二名村 11.好藤村 12.愛治村 13.三島村 14.日吉村 15.泉村 16.吉野生村 17.明治村 18.旭村 19.高光村 20.八幡村 21.来村 22.清満村 23.津島村 24.畑地村 25.下灘村 26.北灘村 27.下波村 28.蔣淵村 29.戸島村 30.日振島村 31.遊子村 32.三浦村 33.九島村（紫：宇和島市 赤：鬼北町 橙：松野町）

- 明治22年（1889年）12月15日 - 町村制の施行により、下記の町村が発足[9]。特記以外は現・宇和島市。（2町31村）
  - 宇和島町（宇和島[10]が単独町制）
  - 丸穂村（単独村制）
  - 吉田町（吉田町[11]が単独町制）
  - 立間尻村 ← 立間尻浦、鶴間浦、浅川浦、沖村［一部］、深泥浦[12]
  - 奥南村 ← 奥浦、南君浦［大部分］
  - 喜佐方村 ← 沖村［大部分］、河内村［大部分］、南君浦［一部］、東宇和郡白浦［飛地］
  - 立間村（単独村制）
  - 成妙村 ← 曽根村、能寿寺村、是房村、成家村、大藤村、則村、黒井地村、戸雁村
  - 三間村 ← 宮野下村、増穂村［現・宇和島市三間町北増穂］、小沢川村、川之内村、元宗村、増田村、土居中村、迫目村、務田村
  - 二名村 ← 中野中村、波岡村、田川村、金銅村、土居垣内村、古藤田村、大内村、兼近村、三間中間村、黒川村、音地村（現・宇和島市三間町）
  - 好藤村 ← 成藤村、国遠村、清延村、沢松村、内深田村、東仲村、西仲村、吉波村（現・鬼北町）、是延村（現・宇和島市三間町）
  - 愛治村 ← 大宿村、生田村、清水村、畔屋村、西野々村（現・鬼北町）
  - 三島村 ← 広見村、下大野村、小松村、久保村、延川村、川上村（現・鬼北町）
  - 日吉村 ← 父野川村、上鍵山村、下鍵山村、日向谷村、上大野村（現・鬼北町）
  - 泉村 ← 小倉村、小西野々村、上川村、岩谷村、興野々村、出目村（現・鬼北町）
  - 吉野生村 ← 吉野村、蕨生村、奥野川村（現・松野町）
  - 明治村 ← 松丸村、豊岡村、延野々村、富岡村、上家地村、目黒村（現・松野町）
  - 旭村 ← 奈良村、北川村、中之川村、芝村、近永村、永野市村
  - 高光村 ← 高串村、光満村
  - 八幡村 ← 下村、藤江浦、大浦、中間村、柿原村
  - 来村 ← 川内村、寄松村、宮下村、保田村、祝森村
  - 清満村 ← 岩淵村、増穂村［現・宇和島市津島町増穂］、山財村、御内村、槙川村
  - 津島村 ← 高田村、岩松村、近家浦
  - 畑地村 ← 上畑地村、下畑地村
  - 下灘村、北灘村、下波村、蔣淵村、戸島村、日振島村、遊子村、三浦村、九島村（それぞれ同名の浦が単独村制）
  - 河内村の一部が東宇和郡玉津村の一部となる。
- 明治30年（1897年）4月1日 - 郡制を施行。郡役所が再び単独となる。
- 明治28年（1895年）7月1日 - 津島村が分割し、一部（高田・近家浦）の区域に高近村が、残部（岩松）の区域に岩松村がそれぞれ発足。（2町32村）
- 明治32年（1899年）7月1日 - 清満村の一部（御内・槇川）が分立して御槙村が発足。（2町33村）
- 大正6年（1917年）5月1日 - 丸穂村が宇和島町に編入。（2町32村）
- 大正8年（1919年）10月3日 - 岩松村が町制施行して岩松町となる。（3町31村）
- 大正10年（1921年）8月1日 - 宇和島町・八幡村が合併して宇和島市が発足し、郡より離脱。（2町30村）
- 大正12年（1923年）4月1日 - 郡会が廃止。郡役所は存続。
- 大正15年（1926年）7月1日 - 郡役所が廃止。内務省告示第82号により宇和支庁が設置され、南宇和郡とともに管轄。
- 昭和9年（1934年）9月1日 - 九島村が宇和島市に編入。（2町29村）
- 昭和13年（1938年）
  - 2月11日 - 立間尻村が吉田町に編入。（2町28村）
  - 9月10日 - 岩松町・高近村が合併し、改めて岩松町が発足。（2町27村）
- 昭和15年（1940年）11月10日 - 明治村が町制施行・改称して松丸町となる。（3町26村）
- 昭和16年（1941年）11月10日 - 旭村が町制施行・改称して近永町となる。（4町25村）
- 昭和26年（1951年）4月1日 - 岩松町が北灘村の一部（玉ケ月）を編入。
- 昭和29年（1954年）10月10日 - 成妙村・三間村・二名村が合併して三間町が発足。（5町22村）
- 昭和30年（1955年）
  - 2月11日 - 清満村・御槇村・岩松町・畑地村・下灘村・北灘村が合併して津島町が発足。（5町17村）
  - 3月1日 - 吉田町・奥南村・喜佐方村・立間村および高光村の一部（のちの知永）が東宇和郡玉津村と合併し、改めて吉田町が発足。（5町14村）
  - 3月31日
    - 高光村・三浦村が宇和島市に編入。
    - 吉野生村・松丸町が合併して松野町が発足。
    - 好藤村・愛治村・三島村・泉村・近永町が合併して広見町が発足。（5町7村）
- 昭和32年（1957年）1月1日 - 来村が宇和島市に編入。（5町6村）
- 昭和33年（1958年）
  - 4月1日 - 下波村・蔣淵村・戸島村・日振島村・遊子村が合併して宇和海村が発足。（5町2村）
  - 8月1日 - 広見町の一部（是延）が三間町に編入。
- 昭和49年（1974年）4月1日 - 宇和海村が宇和島市に編入。（5町1村）
- 平成17年（2005年）
  - 1月1日 - 広見町・日吉村が合併して鬼北町が発足。（5町）
  - 8月1日 - 吉田町・三間町・津島町が宇和島市と合併し、改めて宇和島市が発足、郡より離脱。（2町）